# Cantón de Pouillon
El cantón de Pouillon era una división administrativa francesa, que estaba situada en el departamento de Landas y la región de Aquitania.

## Composición
El cantón estaba formado por once comunas:
- Cagnotte
- Estibeaux
- Gaas
- Habas
- Labatut
- Mimbaste
- Misson
- Mouscardès
- Ossages
- Pouillon
- Tilh

## Supresión del cantón de Pouillon
En aplicación del Decreto nº 2014-181 de 18 de febrero de 2014, el cantón de Pouillon fue suprimido el 22 de marzo de 2015 y sus 11 comunas pasaron a formar parte del nuevo cantón de Orthe y Arrigans.